# Seymour (Vorname)
Seymour [ˈsiːmɔː] ist ein englischer männlicher Vorname. Als Zweitname tragen ihn auch weibliche Personen.

## Bedeutung
Seymour bedeutet „Saint-Maur“. Saint-Maur-des-Fossés ist eine Gemeinde im Zentrum der Region Île-de-France. Der Name Seymour bedeutet damit frei übersetzt so viel wie „Der aus ‚Saint-Maur‘ stammende“. Viele normannischen Eroberer, die 1066 in England einfielen, nannten sich nach ihrer alten Heimat, die sie in Frankreich zurückließen. Die englische Aussprache dieser Namen führte zur Schaffung von Familiennamen im englischen Sprachraum wie Seymour oder Sinclair, der von der Gemeinde Saint-Clair-sur-Epte abgeleitet wurde.

## Varianten
Seamore, Seamor, Seamour, Seymore

## Namensträger

### Vorname
- Seymour Barab (1921–2014), US-amerikanischer Musiker und Komponist
- Seymour Benzer (1921–2007), US-amerikanischer Biophysiker
- Seymour Cassel (1935–2019), US-amerikanischer Schauspieler
- Seymour Chwast (* 1931), US-amerikanischer Grafikdesigner
- Seymour Cray (1925–1996), US-amerikanischer Informatiker
- Seymour Parker Gilbert (1892–1938), US-amerikanischer Anwalt, Banker, Politiker und Diplomat
- Seymour Hersh (* 1937), US-amerikanischer Enthüllungsjournalist
- Seymour S. Kety (1915–2000), US-amerikanischer Psychiater und Neurowissenschaftler
- Seymour Lipton (1903–1986), US-amerikanischer Bildhauer
- Seymour London (1915–2010), US-amerikanischer Arzt und Erfinder
- Seymour Magoon (unbekannt); US-amerikanischer Mobster der Murder, Inc.
- Seymour Nebenzahl (1897–1961), US-amerikanischer Filmproduzent
- Seymour Papert (1928–2016), südafrikanischer Mathematiker
- Seymour „Red“ Press (1924–2022), US-amerikanischer Jazz- und Theatermusiker
- Seymour Rexite (1908–2002), polnisch-US-amerikanischer Schauspieler und Sänger des jiddischen Theaters, Films und Radios
- Seymour Rossel (* 1945), US-amerikanischer Autor
- Seymour Jonathan Singer (1924–2017), US-amerikanischer Molekularbiologe und Hochschullehrer
- Seymour Stein (1942–2023), US-amerikanischer Musikproduzent
- Seymour Wright (* um 1975), britischer Improvisationsmusiker

Zweitname
- Philip Seymour Hoffman (1967–2014), US-amerikanischer Schauspieler
- Julian Seymour Schwinger (1918–1994), US-amerikanischer theoretischer Physiker und Nobelpreisträger
- Arthur Seymour Sullivan (1842–1900), britischer Komponist
- Hugh Seymour Walpole (1884–1941), britischer Schriftsteller

### Weiblicher Vorname
- Jane Seymour Fonda (* 1937), US-amerikanische Schauspielerin
- Sonia Seymour Mikich (* 1951), deutsche Journalistin, Fernsehmoderatorin und Chefredakteurin des WDR

### Kunstfigur
- Seymour Skinner, Schulrektor in der Zeichentrickserie Die Simpsons